# Richard Eastham
Richard Eastham, eigentlich Dickinson Swift Eastham (* 22. Juni 1916 in Opelousas, Louisiana; † 10. Juli 2005 in Pacific Palisades, Los Angeles, Kalifornien) war ein US-amerikanischer Sänger und Schauspieler. 

## Leben
Nach dem Schulabschluss studierte Eastham zunächst Musik an der Washington University in St. Louis und trat als vielbeachteter Bariton an der dortigen Oper auf. Nach Ausbruch des Zweiten Weltkrieges leistete Eastham vier Jahre Militärdienst u. a. in Paris. Nach seiner Rückkehr siedelte er nach New York über, wo er ein Schauspielstudium begann.
Am Broadway spielte er in Musicals neben Ethel Merman und Mary Martin, der Mutter Larry Hagmans. Große Erfolge erzielte er in der Hauptrolle des Musicals South Pacific, nachdem der italienische Opernsänger Ezio Pinza, der die Rolle bereits seit der Broadway-Premiere innegehabt hatte, ausgestiegen war.
Nach zahlreichen Auftritten in Musicals am Broadway gab er mit einem kleinen Part in der Verfilmung von Irving Berlins There's No Business Like Show Business 1954 sein Spielfilmdebüt. Bereits fünf Jahre zuvor hatte er in einer Folge der Ed Sullivan Show zum Thema Musical sein Fernsehdebüt gegeben. In Filmproduktionen war Eastham ein seltener Gast. Er spielte in den Disney-Kinderfilmen Alles für die Katz und Toby Tyler, neben John Wayne in McQ schlägt zu, in Bing Crosbys Mann unter Feuer, neben Dean Martin in dessen James-Bond-Parodie Die Mörder stehen Schlange und einen Mutanten-Kommandanten im Science-Fiction-Film Schlacht um den Planeten der Affen.
Im Fernsehen spielte Eastham, der auf kein Klischee festgelegt war, in einer Vielzahl von Produktionen Charaktere mit einer großen Bandbreite von integren Honoratioren bis skrupellosen Kriminellen. In der Serie Wonder Woman verkörperte er in den ersten beiden Produktionsjahren den General Phil Blankenship sowie den Dr. Howell in der Familiensaga Falcon Crest von 1982 bis 1983, zugleich auch seine letzte größere Rolle im Fernsehen. Daneben spielte er Gastrollen in zahlreichen Serien wie Einsatz in Manhattan, Bonanza und Die Waltons sowie im nachfolgenden Serienspecial Hochzeit mit Hindernissen. In der Gerichtsserie Perry Mason nach Erle Stanley Gardner verkörperte Eastham in mehreren Folgen als Ersatz für den erkrankten William Talman den Staatsanwalt Parness.
Zuletzt lebte Eastham nach dem Tod seiner Frau Betty Jean, mit der er sechzig Jahre lang verheiratet war, in einem Pflegeheim in Los Angeles. Dort starb der an Alzheimer leidende Schauspieler am 10. Juli 2005 im Alter von 89 Jahren.

## Filmografie (Auswahl)
- 1954: Rhythmus im Blut (There’s No Business Like Show Business)
- 1957: Mann unter Feuer (Man on Fire)
- 1957–1960: Wilder Westen Arizona (Tombstone Territory; Fernsehserie, 91 Folgen)
- 1960: Toby Tyler (Toby Tyler or Ten Weeks with a Circus)
- 1961–1965: Perry Mason (Fernsehserie, 4 Folgen)
- 1965: Alles für die Katz (That Darn Cat!)
- 1966: Die Mörder stehen Schlange (Murderer’s Row)
- 1966: Finger weg von meiner Frau (Not with My Wife, You Don’t!)
- 1967/1973: Bonanza (Fernsehserie, 2 Folgen)
- 1972: Die Straßen von San Francisco (The Streets of San Francisco; Fernsehserie, 2 Folgen)
- 1973: Tom Sawyers Abenteuer (Tom Sawyer)
- 1973: Die Schlacht um den Planet der Affen (Battle for the Planet of the Apes)
- 1974: McQ schlägt zu (McQ)
- 1975: Doubletalk (Kurzfilm)
- 1975–1979: Barnaby Jones (Fernsehserie, 3 Folgen)
- 1976: Der Pflichtverteidiger (Mallory: Circumstantial Evidence; Fernsehfilm)
- 1976–1977: Wonder Woman (Fernsehserie, 13 Folgen)
- 1977/1981: Die Waltons (The Waltons; Fernsehserie, 2 Folgen)
- 1979–1982: Quincy (Fernsehserie, 3 Folgen)
- 1982: Hochzeit mit Hindernissen (A Wedding on Walton’s Mountain; Fernsehfilm)
- 1982: Falcon Crest (Fernsehserie, 6 Folgen)
- 1982: Hart aber herzlich (Hart to Hart; Folge: Der Schein trügt)
- 1991: Dallas (Fernsehserie, 2 Folgen)